# Euphyia lacrimans
Euphyia lacrimans är en fjärilsart som beskrevs av Claude Herbulot 1966. Euphyia lacrimans ingår i släktet Euphyia och familjen mätare. Inga underarter finns listade i Catalogue of Life.